# Roman (Rumunsko)
Roman (maďarsky Románvásár, německy Romesmark) je město ve střední Moldávii, tradiční oblasti Rumunska. Leží 46 km východně od města Piatra Neamț, v župě Neamț na soutoku řek Siret a Moldova. Bydlí v něm přibližně 70 000 obyvatel.
Jméno má po moldavském vojvodovi Romanu I., o kterém se tvrdí, že město založil.

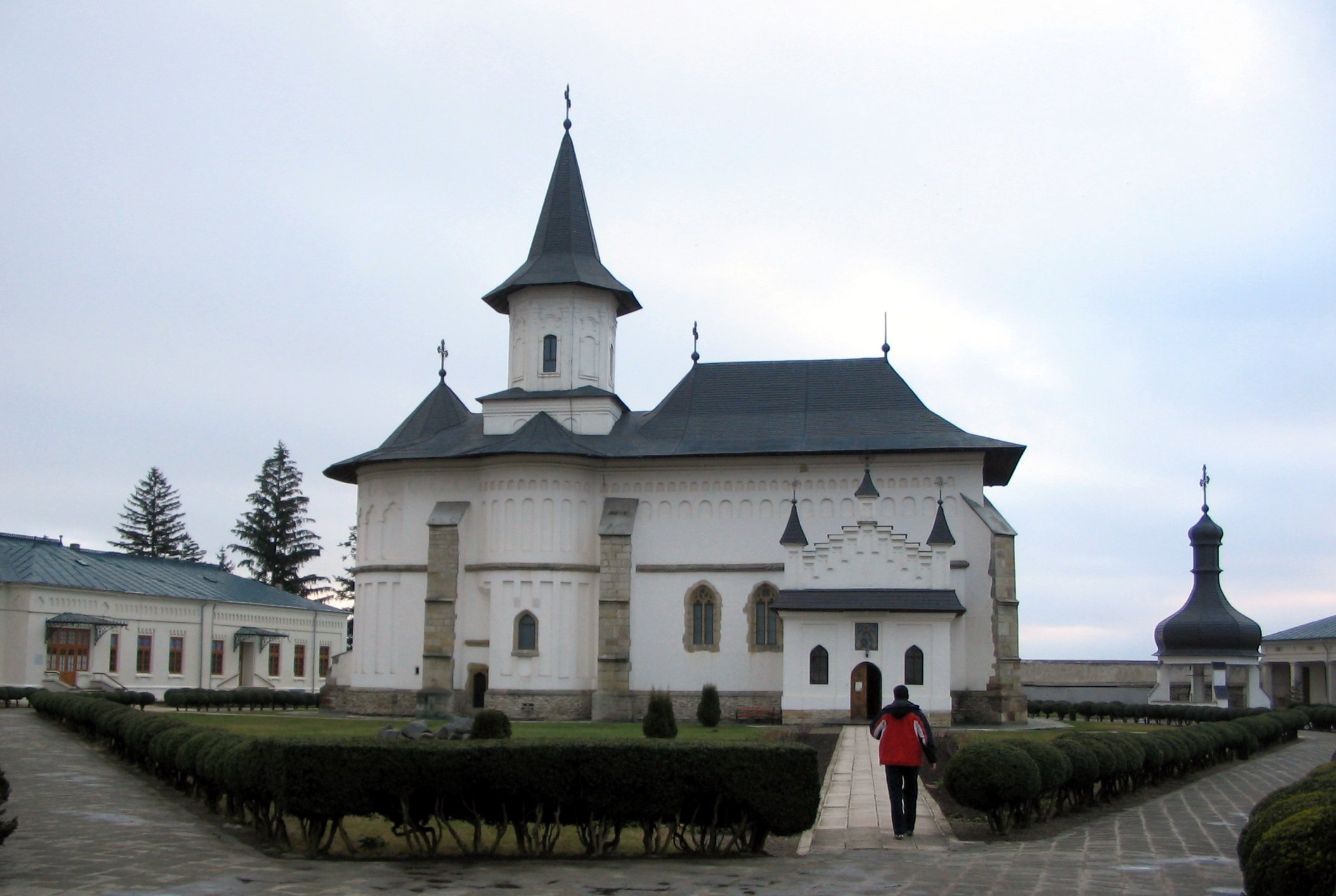

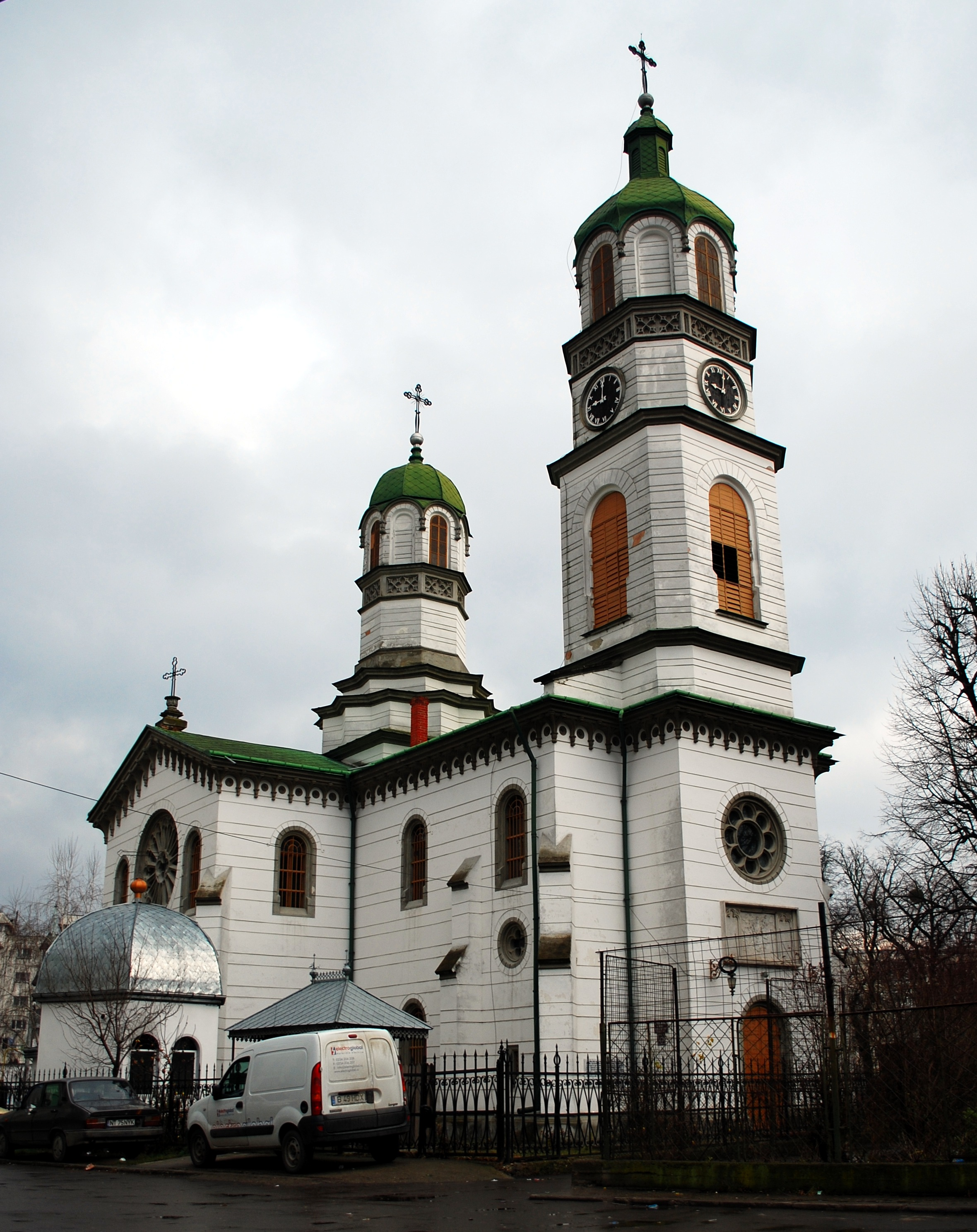